# Хомбург
Хомбург (на немски: Homburg) е окръжен университетски град в Саарланд, Германия, с 41 974 жители (2015). Намира се на 36 км от Саарбрюкен.
В града се намира медицинският факултет на университет на Саарланд. През 1330 г. Хомбург получава права на град от император Лудвиг IV Баварски.